# Guntram
Guntram (op. 25) er en opera i tre akter af Richard Strauss til en tysk libretto skrevet af komponisten.
Guntram var Strauss' første opera og viser en stærk indflydelse fra Wagner. Musikken i Guntram er citeret i Strauss' tone-digt Ein Heldenleben. Komponisten reviderede partituret i 1940.

## Opførelseshistorie
Operaen var ikke særlig vellykket og blev kun iscenesat et par gange i løbet af Strauss' levetid. Den første opførelse fandt sted den 10. maj 1894 på Grossherzogliches Hoftheater i Weimar. Sopranrollen Freihild blev sunget af Pauline de Ahna, Strauss' kommende kone. Senere blev operaen opført med Strauss på podiet i München den 16. november 1895 og i Prag den 9. oktober 1901. En forestilling i Frankfurt blev gennemført den 9 marts 1910 med Ludwig Rottenberg som dirigent.
Den reviderede udgave blev først opført i Weimar den 29. oktober 1940 med Paul Sixt som dirigent og senere i 1942 i Berlin med Robert Heger.
I Hamborg spillede Gustav Mahler forspillet til første akt ved sin sjette filharmoniske koncert den 4. februar 1895 og ved koncerter i Wien den 19. februar 1899 og i New York den 30. marts 1910 med New York Philharmonic spillede han forspillene til såvel første som anden akt.

## Roller
| Rolle                                              | Stemmetype      | Originalbesætning, 10. maj 1894 Dirigent: Richard Strauss |
| -------------------------------------------------- | --------------- | --------------------------------------------------------- |
| Den gamle hertug                                   | Bas             | Karl Bucha                                                |
| Freihild, hans datter                              | Sopran          | Pauline de Ahna, dengang Strauss' forlovede               |
| Hertug Robert, hendes mand                         | Baryton         | Franz Schwarz                                             |
| Guntram, sanger                                    | Tenor           | Heinrich Zeller                                           |
| Friedhold, sanger                                  | Bas             | Ferdinand Wiedey                                          |
| Hertugens nar                                      | Tenor           | Hans Gießen                                               |
| En gammel kvinde                                   | Alt             | Louise Tibelti                                            |
| En gammel mand                                     | Tenor           | Hr. Lutz                                                  |
| To yngre mænd                                      | Basser          | Hr. Barth, Hermann Buche                                  |
| Tre vasaller                                       | Basser          | Hr. Fischer, Hr. Schustherr, Hr. Henning                  |
| Et sendebud                                        | Baryton         | Hermann Buche                                             |
| Fire minnesangere                                  | Tenorer, basser | Hr. v. Szpinger, Hr. Knöfler, Hr. Glitsch, Hr. Weyrauch   |
| Vasaller, minnesangere, munke, tjenere, vagabonder |                 |                                                           |

## Synopsis
Guntram foregår i middelalderens Tyskland og er et trekantsdrama om sangeren Guntram, den onde Hertug Robert og hans hellige kone Freihild.

## Diskografi
| År   | Besætning: Guntram Freihild Den gamle hertug Hertug Robert Friedhold              | Dirigent, Operahus og orkester                                         | Pladeselskab                  |
| ---- | --------------------------------------------------------------------------------- | ---------------------------------------------------------------------- | ----------------------------- |
| 1981 | William Lewis, Carole Farley, Patrick Wheatley, Terence Sharpe, John Tomlinson    | John Pritchard BBC Symphony Orchestra og BBC Singers                   | Audio CD: Gala Cat: GL 100787 |
| 2005 | Gian Luca Zampieri, Elena Comotti, Andrea Martin, Raphael Sigling, Thomas Gazheli | Gustav Kuhn Tirol Festival, Erls orkester og mandskor (Live-optagelse) | DVD: Col Legno 80004          |

## Eksterne links
- Operone.de